# Mit
Mit predstavlja priče nastale u raznim kulturnim područjima širom svijeta koje govore o porijeklu i nastanku čovjeka, naroda, i drugih živih bića, te bogova i heroja kulture, kao i nastanka civilizacije i cjelokupnog svemira. Mitove možemo podijeliti u više kategorija, mogu biti kozmogonijski, vezani uz religiju i rituale, o raznim herojima kulture koji su donosioci civilizacije, o bogovima ili su povijesnog karaktera, koji govore o seobama plemena. Najpoznatije mitologije su grčka i rimska.

## Etimologija
Mit (grč. mŷthos - riječ, govor; povijest) znači: 
- 1. priča, predajno vjerovanje starih naroda o podrijetlu svijeta, o prirodnim pojavama, o bogovima i legendarnim herojima;

- 2. prenes. bajka, priča, izmišljotina, nevjerodostojan prikaz nekih događaja. (Veliki rječnik stranih riječi, Bratoljub Klaić, Zora, 1968.)

## Općenito
Mit prvenstveno nastaje na područjima gdje se kulturna tradicija prenosi s koljena na koljeno, putem usmene predaje. Kod nekih plemena, koja i danas žive izolirano, tradicija pričanja priča o nastanku i porijeklu vlastitog naroda i njihove povijesti očuvala se do danas. Često je puta usmena predaja bila jedini način da povijest vlastite grupe ne padne u zaborav, predajući je prilikom obreda inicijacija mlađim naraštajima, koji će je dalje prenositi svojim potomcima. 
Mnogi stvarni događaji koji su se prenosili s koljena na koljeno, pretvorili su se u bajke, a stvarni ljudi u heroje kulture, pa je danas nemoguće razlučiti što se stvarno dogodilo, a što nije.  
Mit može govori o nadnaravnim bićima, precima ili junacima koji služe kao praiskonski tipovi i obrasci ponašanja u primitivnom gledanju na svijet.
U književnosti, mit je epski oblik pripovjedne proze koji oblikuje mitske teme, najčešće one o postanku svijeta, životu, smrti, zagrobnom životu.

## Mitovi
Mitovi, priče o bogovima i njihovoj povijesti nisu samo stvar grčke mitologije, već i prirodni narodni od svojih davnih početaka posjeduju svoje mitove s elementima totemizma i magije.
Mnoge magijske radnje popraćene su pričanjem mitova. 
Kultovi i simboli nerijetko se interpretiraju kratkim mitovima. Postoje i mitovi o prirodi koji pokušavaju objasniti prirodne pojave, pri čemu su oni često povezani s vračarskim činima. Mitovima se nastoji potaknuti rast biljaka, a i ritualne priče imaju to isto za cilj. Mitovima se želi objasniti i prošlost i budućnost, izgled svijeta, struktura kozmosa. Poseban predmet mitskih priča je i čovjek, njegova prošlost i njegova budućnost, kao i njegov zagrobni život.
Postoje mitovi o nastanku kulture, kao i socijalni i politički mitovi, mitovi o nastanku naroda, plemena, roda, obitelji, braka, rata.
Mitovi kao pokušaj razumijevanja i objašnjavanja stvarnosti često posjeduju svoju logičnost i sustavnost, ali se ponekad čine i kao besmislene priče.
Pri tome su mitovi primitivnih, tj. prirodnih naroda nerijetko pomiješani s elementima iz mitova velikih religija. Posebno plodno tlo za razvoj mitologije je politeizam.

## Molitva
Molitva i žrtva je jedan od najvažnijih elemenata religije, posebno u obliku molbe ili zahvale. Molitva pretpostavlja postojanje transcendentalne sile koja čovjeka nadilazi u svakom pogledu, ka kojom on može stupiti u komunikaciju. No, kod primitivnog i površnog poimanja religije, posebno kod prirodnih naroda, postoji opasnost da čovjek svoje želje smatra mjerilom božanske snage.
Molitva može imati različite izražajne oblike: šutnju, meditaciju, pjesmu, govor, ekstazu, etc.
Biti religije pripada i posebno tjelesno držanje kojim se izražava i stav prema Bogu, božanstvu: klečanje, dizanje, stajanje, otvorene ili sklopljene ruke, izolacija od svjeta.
Kao kultni čin molitva pretpostavlja i zajednicu, kao disciplinu, tehniku, fiksiranost na određene dane, sate.

## Žrtva
Žrtva je poseban oblik religioznog očitovanja odnosa prema Bogu ili božanstvu u kontekstu prinošenja dara. Dar je u najčistijem obliku izraz ljubavi, koja uključuje njezino uzvraćanje, makar to u najčistijem obliku nije pretpostavka darivanje, žrtvovanja. No, izvanjski čin, dar, kao materijalna stvarnost u svom fizikalnom elementu, darom postaje tek ako je izraz unutarnjeg odnosa ljubavi, makar čovjek nikad ne bio sposoban za ljubav u apsolutnom značenju. Stoga je dar, žrtva uvijek nešto što nadilazi materijalno i njegovu vrijednost.
Dr i žrtva uvijek nadilaze sferu onoga tko daruje i prelazi u drugu, onoga kome se daruje. A ulazak u Božju sferu uvijek je bilo nešto tajnovito.
Kod primitivnih oblika žrtvovanja čovjek može vjerovati da Boga može prisvojiti za sebe, potkupiti, kao što je moguće kod ljudi. 
Umjesto žrtvovanja Bogu čovjek može pred ljudima slaviti svoju veličinu. Od ovog stava nije daleko uvjerenje da je samo važno ispuniti neke obrede da bi se moglo domoći božanske sile. Tako je u primitivnim religijama krv nerijetko izraz života u kojem su prisutni i duhovi. Prolijevanje krvi kao žrtvovanje bogovima predstavlja analogijsko vračanje, magiju. Tako ubijanje žrtvenih životinja treba predočiti ubijanje neprijatelja. Od toga nije daleko ni žrtvovanje ljudi.
|  |

Nerijetko su u temelje hramova, utvrda, gradskih vrata i palača zazidani živi ljudi, što je građevini dati snagu i čvrstinu za neprijatelja.
Taj smisao imao je i kanibalizam, što se u biti može smatrati pervertiranjem žrtvovanja Bogu i božanstvu.
Smisao žrtvovanja na neki način sastoji se u tome da izrazi čovjekovu spremnost da Bogu/božanstvu daruje nešto što je njemu posebno važno, sveto, kao zalog otvorenosti prema drugoj, božanskoj stvarnosti i zahvalnosti za vlastito postojanje sreće.
Svako udaljavanje od autentičnog pojma žrtve kao susreta s Bogom, i to osobnim, pretvara to žrtvovanje u magijske čini, koje gube strahopoštovanje i pred Bogom i pred čovjekom, što u nekim primitivnim narodima vodi do žrtvovanja čovjeka.
Praoblici žrtvovanja su pomazanje i škropljenje svetih predmeta, žrtvovanje životinja i biljaka, svete gozbe. 
Vračarski i totemski obredi popraćeni su plesovima, mimikom i gestom, maskiranjem, čišćenjem, zazivima, pjesmom, glazbom, ophodnjom, etc.

## Relevantni članci
- Mitovi o stvaranju
- Politeizam
- Religija
- Totem